# Issiglio
Issiglio – miejscowość i gmina we Włoszech, w regionie Piemont, w prowincji Turyn.
Według danych na rok 2004 gminę zamieszkiwały 402 osoby, 80,4 os./km².